# زاغه (خرم‌آباد)
زاغه (باجول شهر) نام شهری کوچک، واقع در استان لرستان است. این شهر مرکز بخش زاغه (بخش باجولوند)، از توابع شهرستان خرم‌آباد است. در گذشته، گردنه زاغه به دلیل قرار داشتن در مسیر خرم آباد به بروجرد از اهمیت زیادی برخوردار بود.

## جمعیت
زاغه در سرشماری عمومی نفوس و مسکن ۱۳۹۵، ۲،۷۷۶ نفر (۸۱۵ خانوار) جمعیت داشته‌است.

## مردم
مردم شهر زاغه از قوم لر می باشند و به زبان لری خرم آبادی سخن می گويند.مردم  ساکن در این منطقه  اکثرا  از ایلات لر سکوند و باجولوند  می باشند .

## ریشه نام
نام این بخش ممکن است به دلیل تولید گندم و ذخیره آن در این محل باشد. همچنین ممکن است نام آن وجود انبار یا قرارگاهی نظامی در آن باشد.

## جغرافیا
گردنه زاغه در این منطقه قرار دارد. زاغه دارای آب و هوایی سرد و کوهستانی است. زاغه بر سر شاهراه تهران - خوزستان در فاصله شهرهای بروجرد تا خرم‌آباد قرار گرفته‌است.